# Альфредо Ернандес
Альфредо Рафаель Ернандес Гарсія (ісп. Alfredo Rafael Hernández García, нар. 18 червня 1935, Мехіко) — мексиканський футболіст, що грав на позиції нападника за клуби «Леон» та «Монтеррей», а також національну збірну Мексики.
Чемпіон Мексики. Володар Кубка Мексики. Володар Суперкубка Мексики.

## Клубна кар'єра
У футболі дебютував 1955 року виступами за команду «Леон», в якій провів п'ять сезонів. 
1961 року перейшов до клубу «Монтеррей», за який відіграв 1 сезон.  Завершив професійну кар'єру футболіста виступами за команду «Монтеррей» у 1962 році.

## Виступи за збірну
1957 року дебютував в офіційних матчах у складі національної збірної Мексики. Протягом кар'єри у національній команді провів у її формі 6 матчів, забивши 5 голів.
Зіграв чотири матчі кваліфікації Чемпіонату світу 1958 проти США (6-0, 7-2) та Канади (3-0, 2-0) у 1957 році. Всі свої п'ять міжнародних голів він забив в іграх проти головного суперника Мексики США: у своєму дебютному матчі 7 квітня 1957 року, а через три тижні 28 квітня він зробив хет-трик.
У складі збірної був учасником чемпіонату світу 1958 року у Швеції, де зіграв з господарями (0-3).
У складі збірної був учасником чемпіонату світу 1962 року у Чилі, де зіграв з Чехословаччиною (3-1).

## Титули і досягнення
- Срібний призер Панамериканських ігор: 1955
- Чемпіон Мексики (1):

«Гвадалахара»: 1956
- Володар кубка Мексики (1):

«Гвадалахара»:1958
- Володар Суперкубка Мексики (1):

«Гвадалахара»:1956